# بشرة خير (فلم)
بشرة خير هو فيلم مصري من إنتاج سنة 1952.

## قصة الفيلم
سناء (شادية) تحب الشاب حسين (كمال الشناوي) الذي يعمل مهندساً في شركة والدها مختار باشا، ولذلك ترفض سوسو بك (عبد السلام النابلسي) عندما يتقدم لخطبتها، والذي هو ابن صديق لوالدها أحد أفراد الطبقة الراقية، فيحاول سوسو وضع راقصة في طريق سناء، لتوهمها أنها زوجة حسين.

## أغاني الفيلم[1]
| الأغنية           | الملحن      | المؤلف        |
| ----------------- | ----------- | ------------- |
| نشيد مصر والسودان | حسن أبو زيد | السيد زيادة   |
| النيل             | حسن أبو زيد | جليل البنداري |
| أنا خايفة         | عزت الجاهلي | جليل البنداري |
| مناي أغني         | منير مراد   | جليل البنداري |
| سوق على مهلك      | منير مراد   | جليل البنداري |

## روابط خارجية
- مقالات تستعمل روابط فنية بلا صلة مع ويكي بيانات
- بشرة خير على موقع الدهليز
- بشرة خير على موقع كاروهات